# Reykjavík 871±2
Reykjavík 871±2 a neve annak a kiállítóhelynek, amely az izlandi főváros központjában a vikingek ottani letelepedésének emlékeit mutatja be. Szervezetileg a Reykjavík Városi Múzeum része. 

## Létrehozása
2001-ben Reykjavík belvárosában, az Aðalstræti utca 16. szám alatt egy tervezett építkezés előkészítéseként ásatásokat folytattak. Ekkor találtak rá egy viking típusú hosszúház maradványaira, aminek a fennállását i. sz. 930 és 1000 közöttire datálták. A ház alapjai mellett egy külső falmaradványt is találtak, ami egy telket vehetett körül. Ennek az anyagában megtalálták egy i. sz. 871±2 évben történt, tudományosan jól ismert vulkánkitörés jellegzetes tefra-lerakódását, ami kétségen felül bizonyította, hogy azt a faldarabot ekkor építették. Így kiderült, hogy az izlandi honfoglalás legkorábbi időszakából származó emlékekre leltek, ezért úgy döntöttek, hogy a leleteket in situ, azaz a megtalálás helyszínén mutatják be a nagyközönségnek.
A feltárások eredményeit bemutató kiállítóhely építése 2003-ban kezdődött, és 2006-ra a múzeum már két díjat is elnyert. az izlandi múzeumok 2006-os díját és a NODEM Award 06-ot, azaz a Nordic Digital Excellence in Museums, az északi múzeumoknak a digitális bemutatóhelyeket díjazó 2006 évi elismerését.

## A kiállítás

### A korabeli táj
A kiállítás képeken, rajzokon keresztül jó benyomást ad a honfoglalás kori izlandi tájról. A környék ebben az időben a mainál barátságosabb képet mutatott, több volt az erdő. A ház helyéhez a mainál közelebb hullámzott a tenger, jó természetes kikötővel. A tó vize is összeköttetésben állt a tengerrel, a tengeröbölben pedig fűvel dúsan borított, a birkák legeltetésére különösen alkalmas szigetek terültek el. Az éghajlat megfelelt rövid tenyészidejű gabonafélék termesztésére, a tengerparton uszadékfát lehetett gyűjteni, a madárfészkek bőven biztosítottak a téli hideg ellen alkalmazható tollat, a közelben erdők voltak. Könnyen lehetett vadászni a röpképtelen óriásalkára, gyakran fordult elő a rozmár, néha bálna vetődött a partra. A tőzeg egyaránt volt fűtő- és építőanyag, a gyepvasércből vasszerszámokat készítettek. A környéken eddig három-öt hosszúház maradványait ismerték fel.

### A kiállítás tárgyai
A kiállítás névadója az a faldarab, amiben jól felismerhető a Torfajökull vulkán i. sz. 871±2 évre datált kitörésének tefrája. Ez az anyag szerte Izlandon lerakódott, és különleges, két különböző színű részből álló rétegződése miatt jól azonosítható. A megbízható kormeghatározást az is segítette, hogy ezt a tefrát a grönlandi örök jégben is kimutatták, márpedig e jég éves rétegeit már régebben nagy pontossággal sikerült datálni.
A dátum jelentősége abban áll, hogy e felfedezés előtt az izlandi honfoglalás idejét hagyományosan – az írott források alapján – 874-re tették. Most úgy tűnik, hogy erre néhány évvel korábban került sor. A lelet kormeghatározása természetesen azt sem zárja ki, hogy a letelepülés még ennél is korábban indult.
A kiállítás fő attrakciója a 10. századi hosszúház körülbelül 20 méter hosszú és nyolc méter széles alapja. Össz-lakóterülete körülbelül 85 négyzetméter. Egy ilyen ház lakóinak száma általában tíz fő körül volt. A korban egyébként szokásos méretű ház különlegessége az átlagosnál nagyobb, négy méter hosszú tűzhely. A ház kő alapokra épült, de falait vékony tőzegcsíkokból rakták össze. Ez az építőanyag nem tartós, ezért a házakat rövidebb-hosszabb idő után újraépítették. A tetőt faszerkezet tartotta. A ház egyik részében tartották télen az állatokat is. A ház urának és feleségének egy elkerített fapadlós rész állt a rendelkezésére. Ezen kívül a talaj döngölt föld volt. A latrinát egy kiálló épületrészbe helyezték el, kifolyással a szabadba. Az itt talált ház 930 és 1000 között működött lakóhelyként, utána kiürítették és elhagyták. Az ásatások során megtalált tárgyak csak olyan apró leletek, amik az elköltözés után véletlenszerűen maradtak vissza. 
Az előkerült leletek között vas- és kőszerszámok egyaránt találhatók. Egy kezdetleges, gyepvasércből készült vaseke maradványai arra utalnak, hogy a letelepedés idején még lehetséges volt még a gabonatermelés is, nem csak a legeltetés és szénabegyűjtés. Fából csak nagyon kevés lelet maradt fenn, a folyamatosan vízzel borított lelőhelyeken. Ezek között bútorokra utaló darabok is vannak. Ugyancsak vízzel telített földben találták meg egy cserzett bőrből készült saruféleség maradványait. Érdekes lelet egy kezdetleges kulcs, vagy az ajtó „automatikus” behúzására szolgáló kőnehezék is.
A leletek nagy része importra utal, üveggyöngyök mellett egy Dél-Európában készülhetett üvegpohár töredéke is előkerült. A kőből készült eszközök nagy részét is olyan fajtából, például zsírkőből készítették, amik Izlandon nem vagy csak gyengébb minőségben találhatók meg. Ezeket Norvégiából vagy a Shetland-szigetekről hozták be. Az egész Skandináviában elterjedt rúnaírás Izlandon kevés helyen maradt fenn, de ezen a lelőhelyen öt tárgyon is felismerték.  

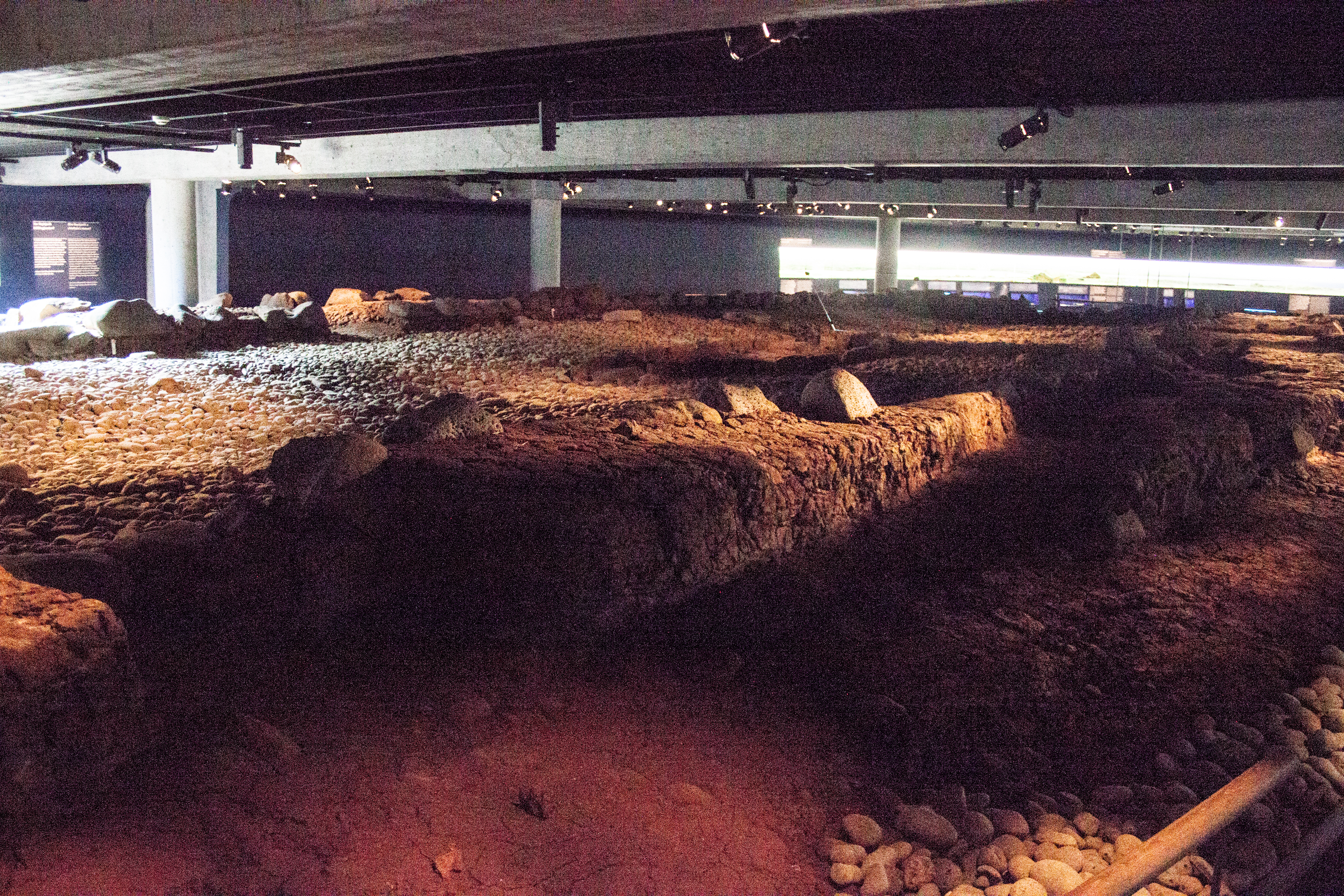
A feltárt alapok látképe, elöl középen a tűzhely maradványaival
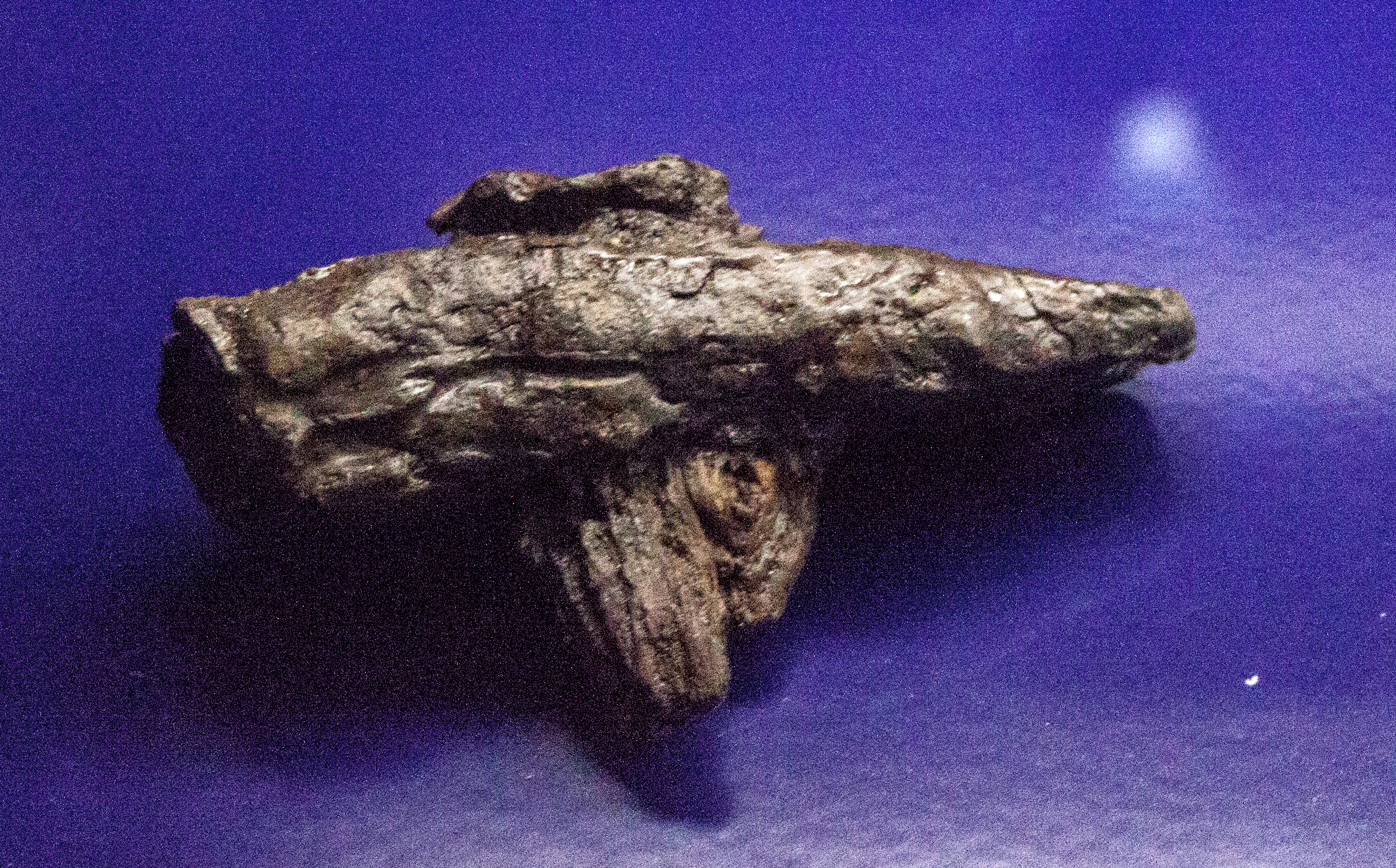
Kalapács
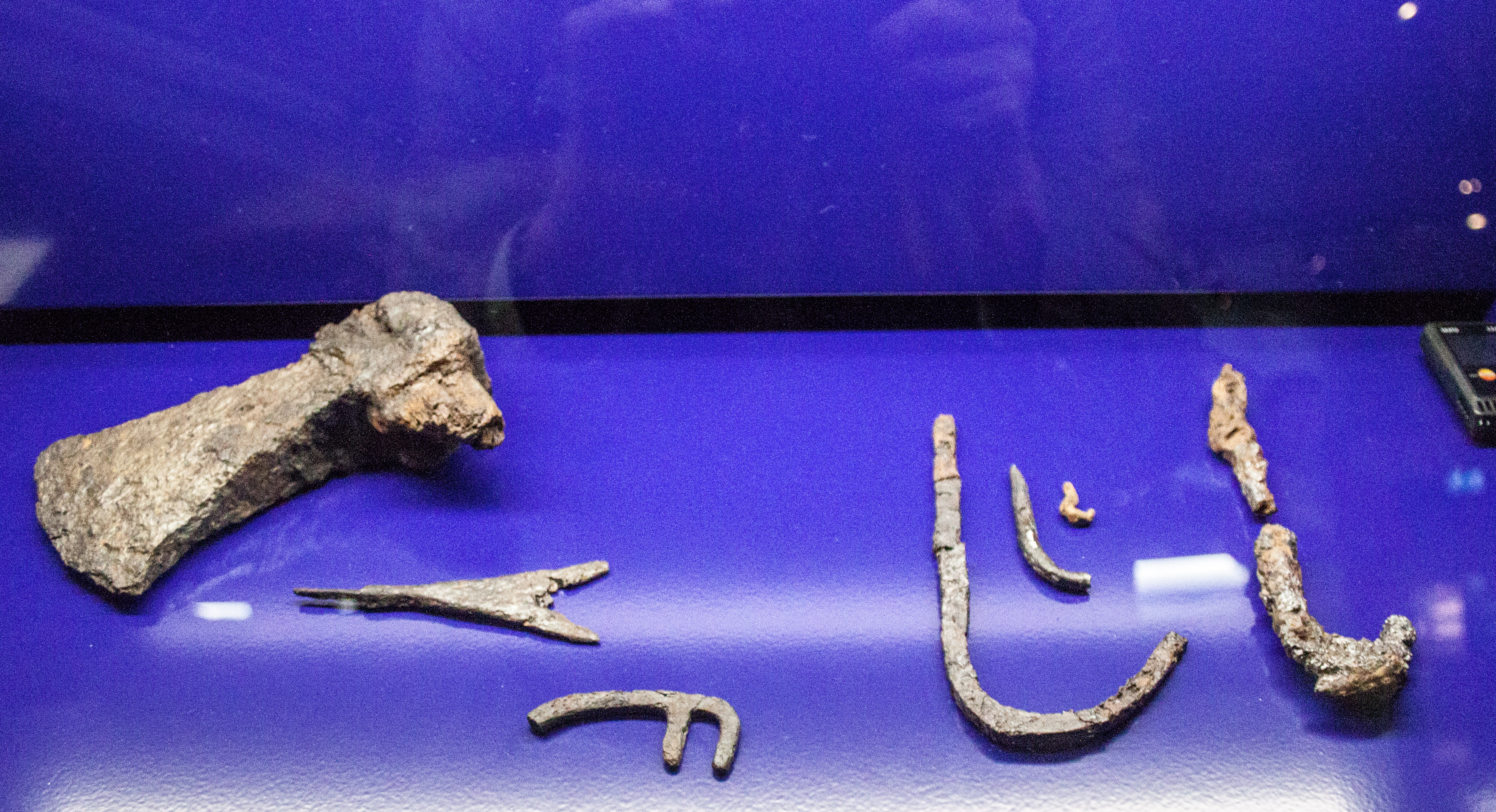
Fejsze, nyílhegy, kulcs, horgok
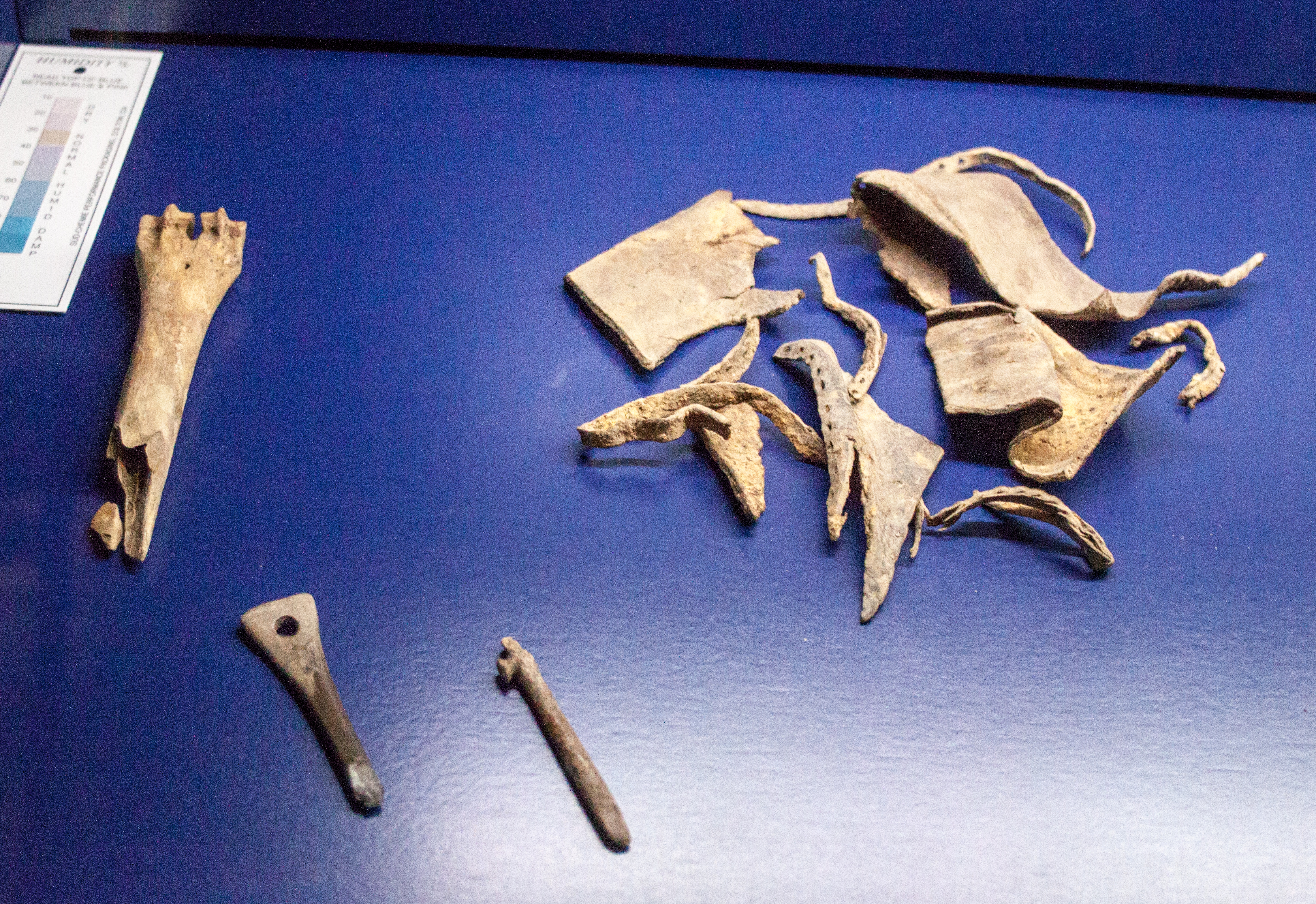
Bőrcipő maradványai és birkacsontok
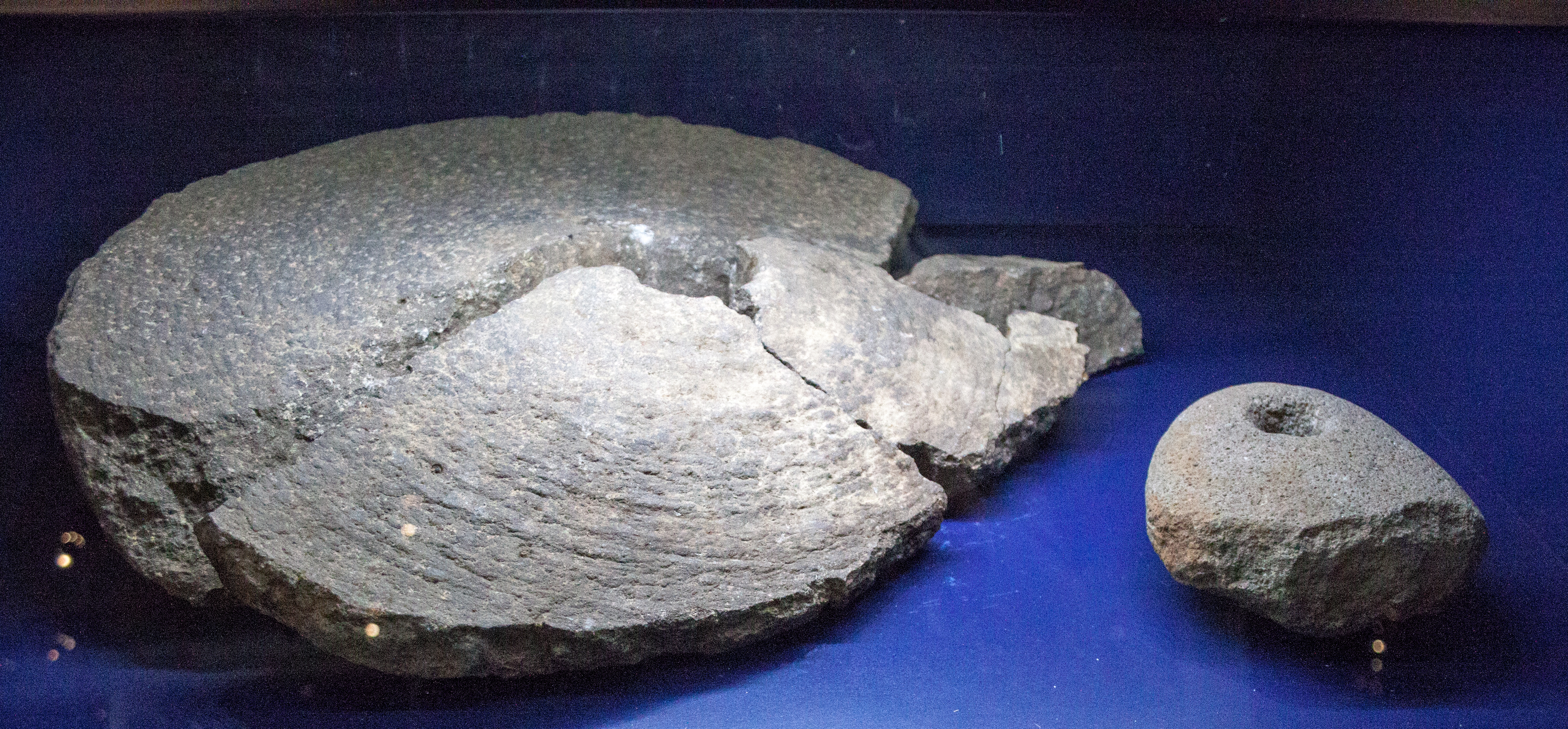
Őrlőkő és ajtóbehúzó kő
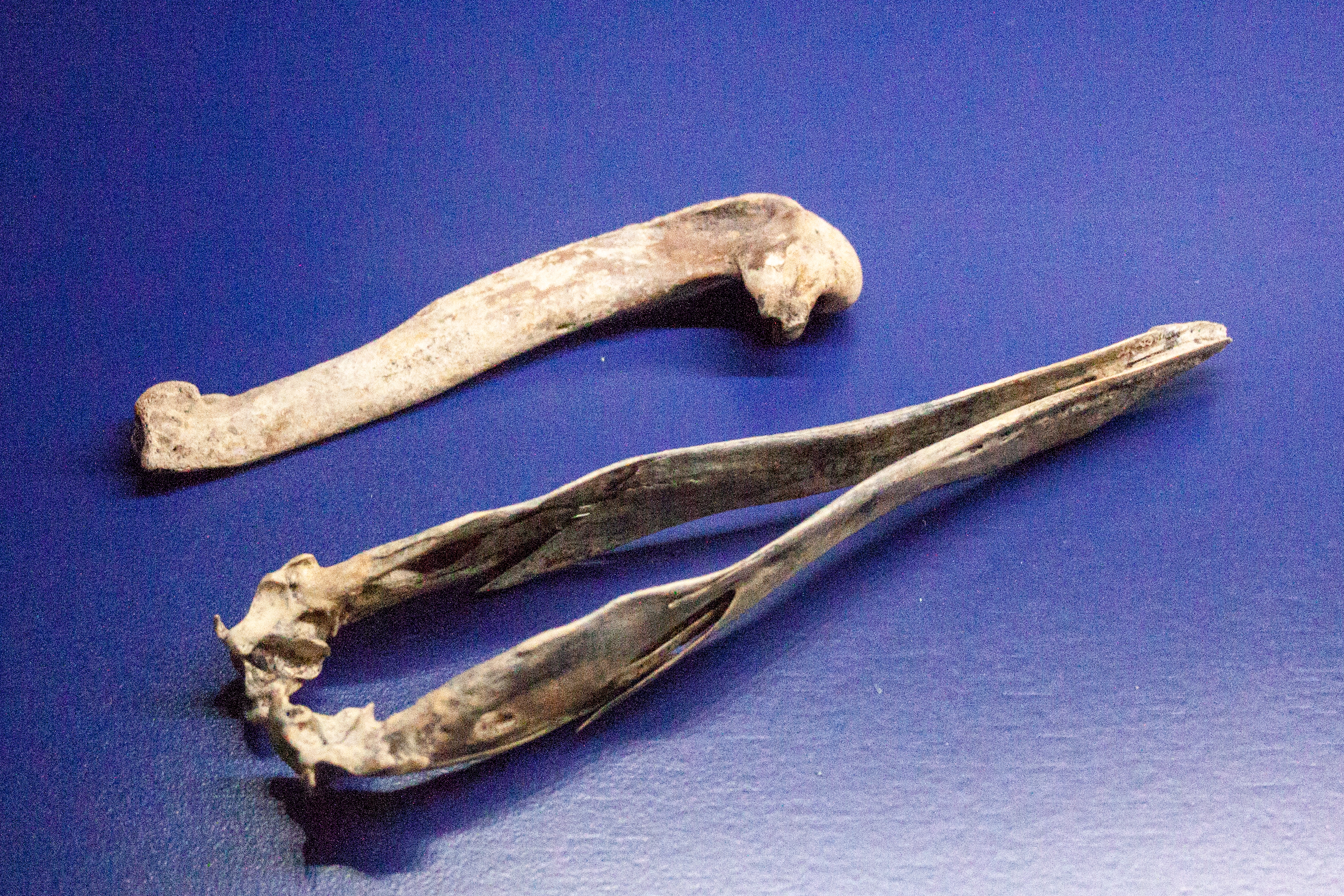
Az óriásalka csontjai
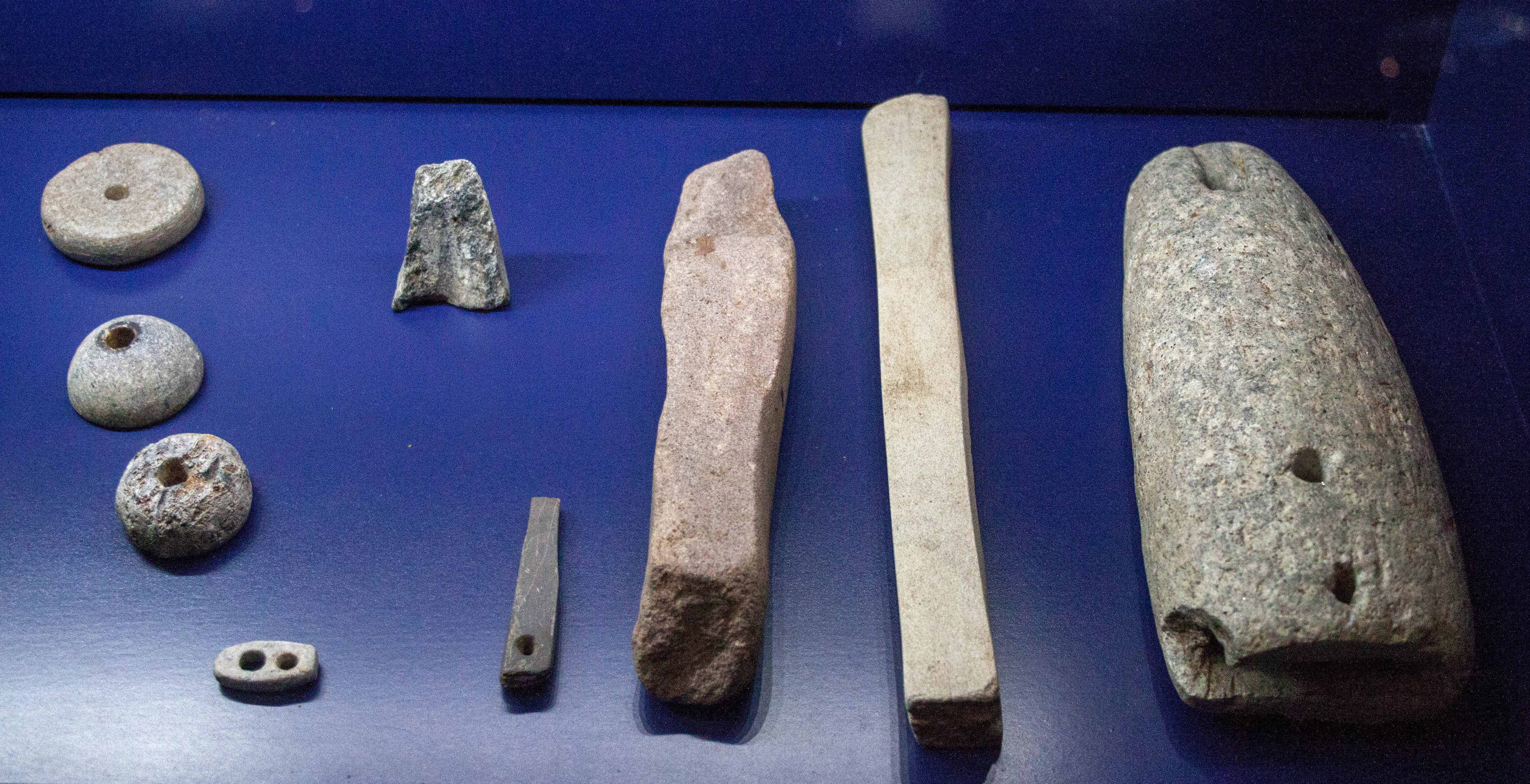
Fenőkő és más kőtárgyak
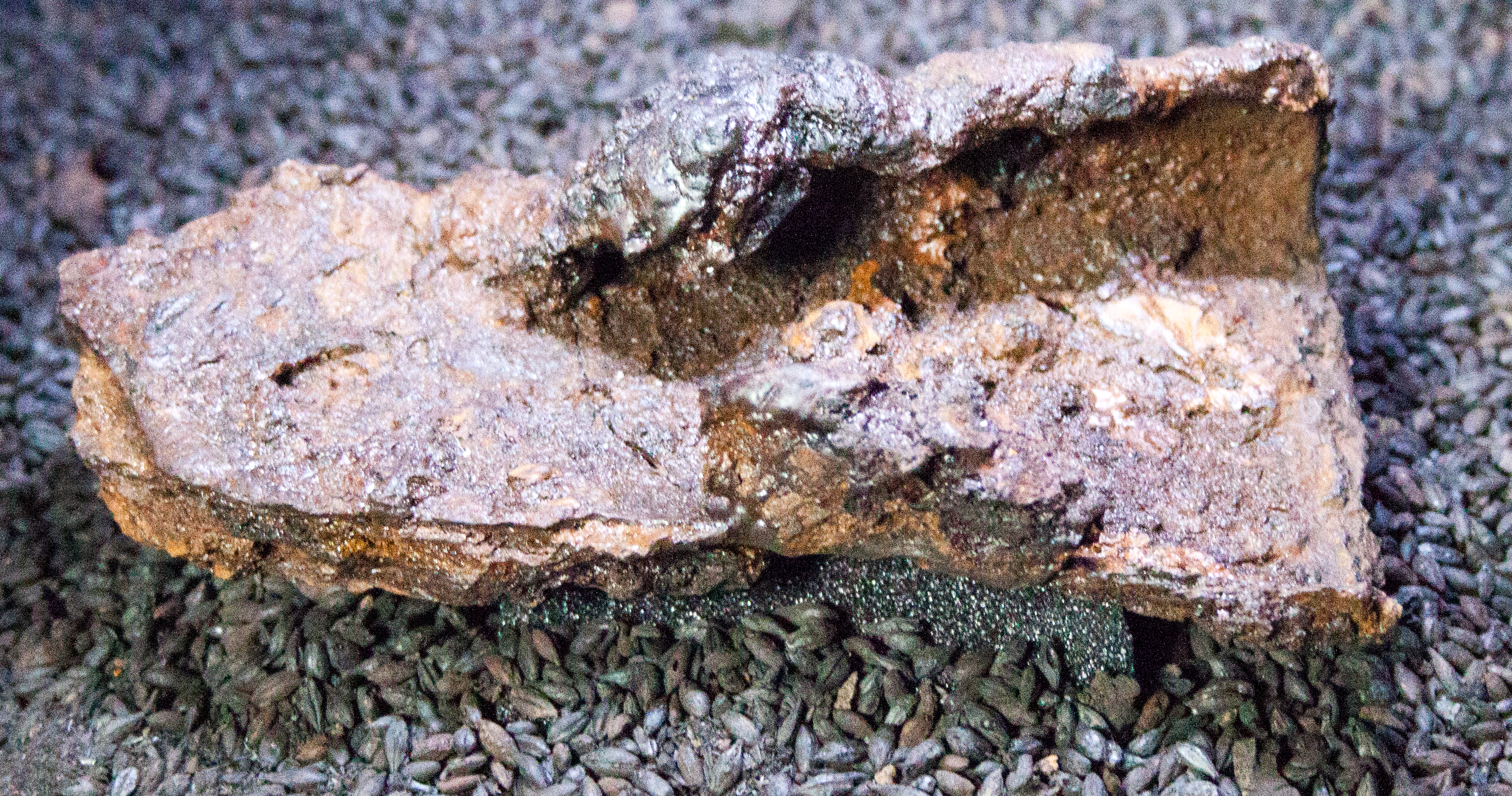
Vaseke része
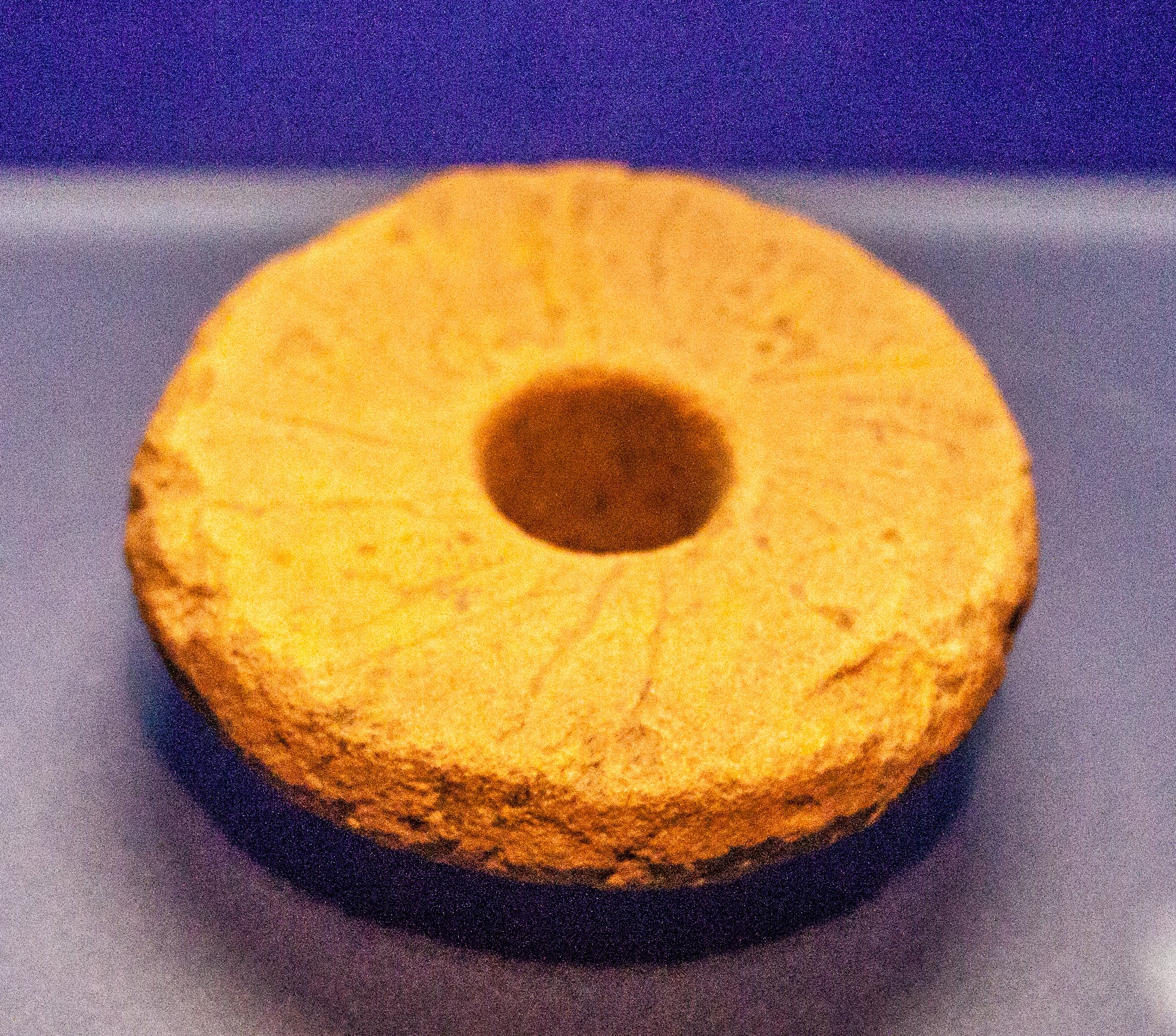
Szövőszék pergetője rúna-felirattal:Vilborgé vagyok
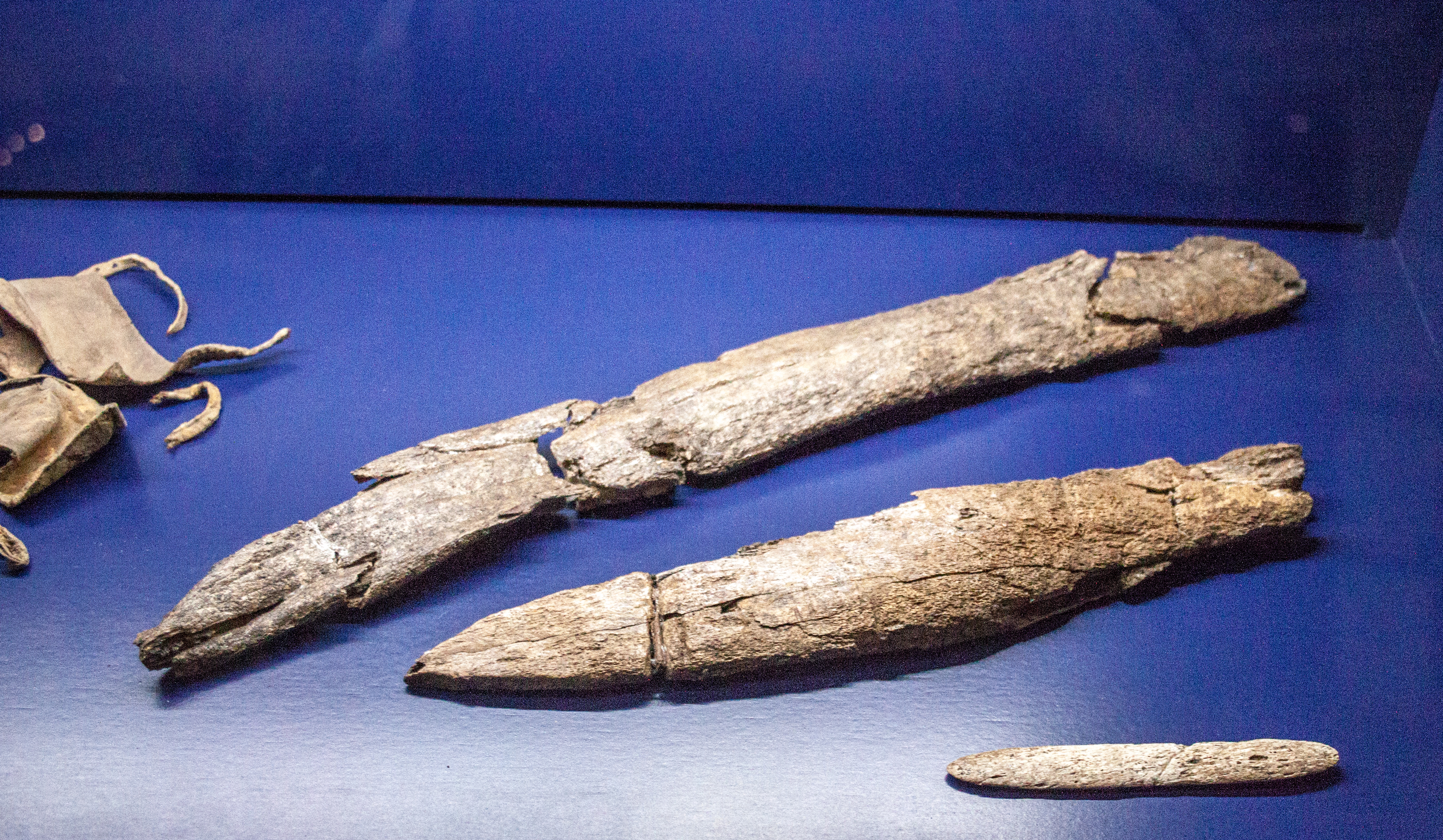
Rozmáragyarak
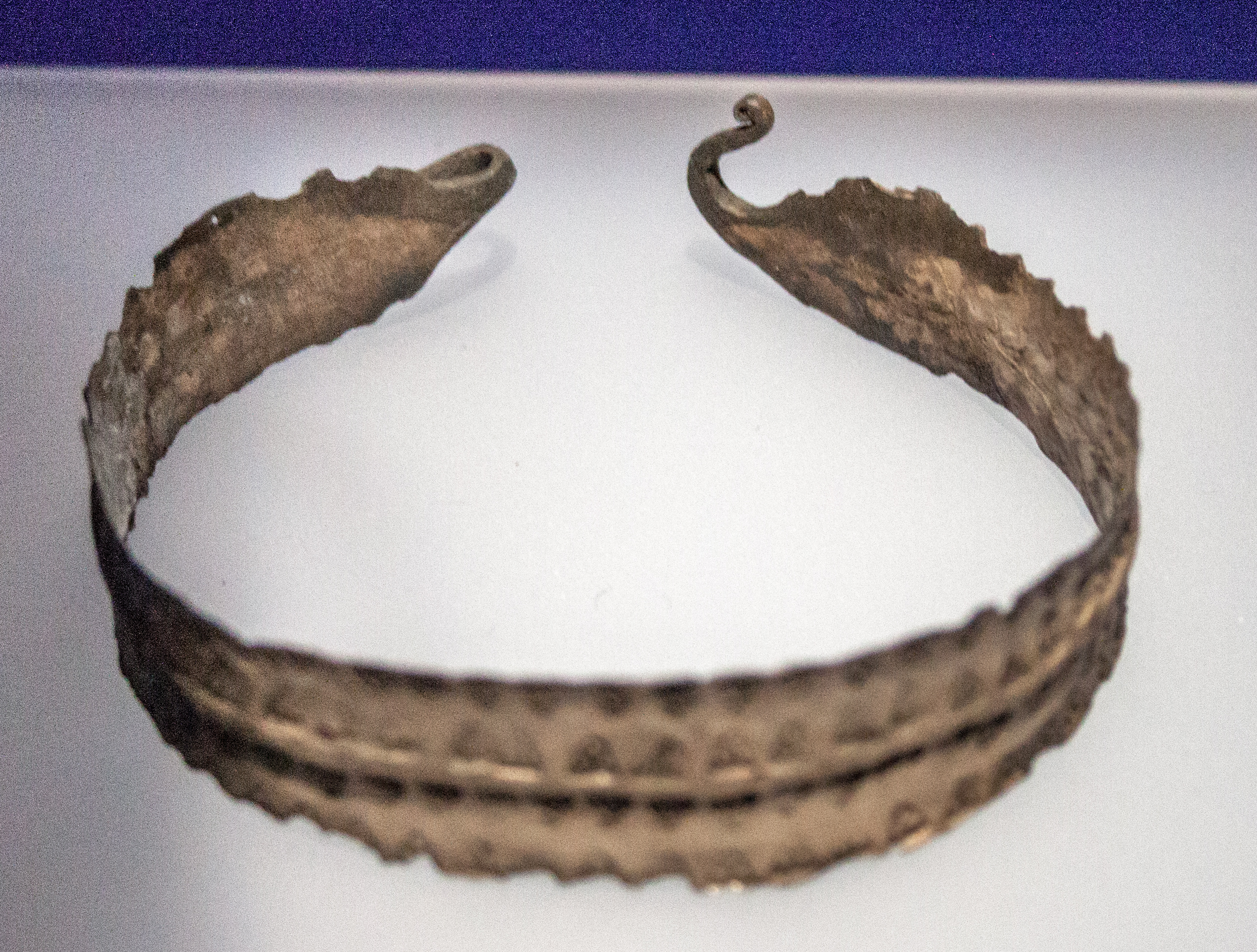
Ezüst karkötő a korban gyakori skandináv motívumokkal

### A ház lehetséges lakói
12. századi izlandi írásos források számolnak be arról, hogy az izlandi honfoglalás vezető alakja, Ingólfur Arnarson Reykjavíkban telepedett le. A család első négy generációja nagy szerepet játszott az izlandi történelemben. Eszerint Ingólfur fia, Þorsteinn Ingólfsson alapította a környező vidék, Kjalarnes népgyűlését, az országos népgyűlés, az Alþingi egyik elődjét. Az ő fia, Þorkell már az AlÞingi törvénymondója volt a 10. század vége felé. A ház az ő korában készülhetett, ezért lehetséges, hogy ő és családja volt annak a lakója. Az ő fia pedig, Þormodur, az „allherjargoði” címet viselte a kereszténység felvétele idején, i. sz. 1000-ben. Ez a tisztség formailag az elsőséget jelentette az összes törzsfő között, de csak tiszteletbeli jelentősége volt.
A reykjavíki farm egészen a 18. század derekáig izlandi viszonylatban jelentős nagybirtok volt, ezután kezdődött meg ezen a helyen a város kialakulása.